# Белинцона
Вижте пояснителната страница за други значения на Белинцона.
Белинцо̀на (на италиански: Bellinzona; на немски: Bellenz, Бѐленц, на френски: Bellinzone, Белензо̀н) е курортен град в Югоизточна Швейцария. Главен административен център на кантон Тичино и на едноименния окръг Белинцона. Разположен е около река Тичино на около 15 km на запад от границата с Италия. Първите сведения за града като населено място датират от 590 г. 
Има жп гара. Населението му е 7665 души по данни от преброяването през 2008 г.

## Спорт
Представителният футболен отбор на града се казва АК Белинцона. Дългогодишен участник е в Швейцарската Суперлига.

## Известни личности
Родени в Белинцона
- Масимо Бузака (р. 1969), футболен съдия
- Миодраг Митрович (р. 1991), футболист

Починали в Белинцона
- Карл Хелферих (1872-1924), германски политик